# Сагнаев, Султан Бахытжанулы
Султан Бахытжанулы Сагнаев (каз. Сұлтан Бақытжанұлы Сағынаев; 14 января 2000, Астана, Казахстан) — казахстанский футболист, полузащитник клуба «SD Family».

## Карьера
Футбольную карьеру начал в 2018 году в составе клуба «Астана».
Летом 2019 года на правах аренды перешёл в «Иртыш» Павлодар. 3 ноября 2019 года в матче против алматинского «Кайрата» забил свой дебютный мяч в казахстанской Премьер-лиге.
В начале 2020 года был арендован клубом «Каспий».

## Достижения
«Астана»
- Чемпион Казахстана (2): 2018, 2019
- Обладатель Суперкубка Казахстана: 2019

## Клубная статистика
| Игровая карьера | Игровая карьера | Игровая карьера | Лига | Лига | Кубок | Кубок | Межд. | Межд. | Др. | Др. |
| --------------- | --------------- | --------------- | ---- | ---- | ----- | ----- | ----- | ----- | --- | --- |
| 2016            | Астана          | А               | —    | —    | 1     | 0     | —     | —     | —   | —   |
| 2017            | Астана          | А               | —    | —    | 1     | 0     | —     | —     | —   | —   |
| 2018            | Астана          | А               | 5    | 0    | 1     | 0     | —     | —     | —   | —   |
| 2019            | Астана          | А               | —    | —    | 1     | 0     | —     | —     | —   | —   |
| 2019            | Иртыш           | А               | 6    | 1    | —     | —     | —     | —     | —   | —   |
| 2020            | Каспий          | А               | 2    | 0    | —     | —     | —     | —     | —   | —   |
| 2020            | Астана          | А               | 2    | 0    | —     | —     | —     | —     | —   | —   |
| 2021            | Астана          | А               | 16   | 0    | 7     | 0     | 1     | 0     | —   | —   |
| 2022            | Астана          | А               | 10   | 1    | 5     | 1     | —     | —     | —   | —   |
| 2023            | Аксу            | А               | 4    | 0    | —     | —     | —     | —     | —   | —   |
| 2023            | Мактаарал       | А               | 2    | 0    | —     | —     | —     | —     | —   | —   |